# Bulbophyllum cyclophyllum
Bulbophyllum cyclophyllum là một loài phong lan thuộc chi Bulbophyllum.